# Rhynchostegium brevirete
Rhynchostegium brevirete är en bladmossart som beskrevs av Brotherus in Herzog 1920. Rhynchostegium brevirete ingår i släktet näbbmossor, och familjen Brachytheciaceae. Inga underarter finns listade i Catalogue of Life.